# سلیوت، پاکستان
سلیوت (به انگلیسی: Saliot) یک روستا در پاکستان است که در خیبر پختونخوا واقع شده‌است. سلیوت ۱٬۱۳۷ متر بالاتر از سطح دریا واقع شده‌است.